# O Diabólico Plano do Barão Voz Off
O Diabólico Plano do Barão Voz Off (1989)  é um telefilme português, realizado por Emanuel Macedo e produzido pela RTP-Açores. O filme trata-se de uma história burlesca, que convoca diversas referências a géneros cinematográficos, muito em voga nos anos 50 e 60 do séc. XX, tal como a comédia, o filme de terror, o policial, entre outros. Dois detetives e uma agente especial tentam resolver um caso difícil, mas no final são “engolidos” pela própria intriga.

## Ficha técnica[2]
- Produção: RTP-Açores
- Realização: Emanuel Macedo
- Argumento: Emanuel Macedo
- Edição: Luís Cordeiro
- Duração: 62’
- Música: Carlos Frazão

## Sinopse
Os detetives privados Diamantino e Ezequiel são contratados por uma condessa, no sentido de obterem uma fórmula química secreta, encomendada pelo seu primo – o barão Voz Off –, e cujos efeitos, seriam nefastos para a humanidade, caso fosse aplicada. Para os auxiliarem, requisitam a colaboração de Marta Hari, uma espia internacionalmente reconhecida, para se infiltrar junto do barão. O plano deste consiste em disseminar um vírus através de cobaias, utilizando como dissimulação a produção de um filme de horror, envolvendo um vampiro. Ao longo de atribuladas e por vezes cómicas situações, os detetives e Marta Hari tentam apoderar-se da fórmula que chega de Nova Iorque trazida por uma cantora lírica. Embora diligentes, acabam por tornar-se vítimas do plano.

## Elenco[2]
- Carlos Eduardo Ferreira (Inspetor Diamantino)
- Henrique Álvares Cabral (Ezequiel)
- Ana Borges (Marta Hari)
- Gonçalo Oliveira (Barão Voz Off)